# Sistels
Sistels – miejscowość i gmina we Francji, w regionie Oksytania, w departamencie Tarn i Garonna.
Według danych na rok 1990 gminę zamieszkiwały 142 osoby, a gęstość zaludnienia wynosiła 10 osób/km² (wśród 3020 gmin regionu Midi-Pireneje Sistels plasuje się na 921. miejscu pod względem liczby ludności, natomiast pod względem powierzchni na miejscu 811.).